# Davidijordania
Davidijordania – rodzaj ryb z rodziny węgorzycowatych (Zoarcidae).

## Klasyfikacja
Gatunki zaliczane do tego rodzaju:
- Davidijordania brachyrhyncha
- Davidijordania jordaniana
- Davidijordania lacertina
- Davidijordania poecilimon
- Davidijordania yabei